# Ángel Luis Plastino
Ángel Luis Plastino (2 de enero de 1940) es licenciado en Física (1961) y doctor en Física (1963), egresado de la Universidad Nacional de La Plata. Fue presidente de esa universidad entre 1986 y 1992.

## Trayectoria
Ángel Luis Plastino realizó toda su trayectoria educativa en la Universidad Nacional de La Plata. Cursó en la Escuela Graduada Joaquín V. González y el Colegio Nacional. Posteriormente, obtuvo la licenciatura y el doctorado en Física (1961 y 1963, respectivamente) en la Facultad de Ciencias Exactas de esa casa de estudios.
Se destaca su labor como Investigador Superior del CONICET, como director del Proyecto de Teoría Cuántica Multiparticular, como Profesor titular de Física Teórica y Honorario de la Universidad de Buenos Aires, como miembro del International Workshop on Condensed Matter Theories y de las Academias de Ciencias de Brasil y México. Realizó más de 400 trabajos publicados en revistas científicas internacionales. Orientó 27 tesis doctorales.
Ha sido reconocido por la Universidad Nacional de La Plata como Profesor Emérito, y la Universidad de Pretoria (Sudáfrica) le otorgó el título de doctorado honoris causa.

## La  Universidad Nacional de La Plata en el marco de la restitución democrática
El 10 de diciembre de 1983 gana las elecciones presidenciales el Dr. Raúl Alfonsín (1983- 8 de julio de 1989), significando la vuelta a la Democracia, tras cumplirse los principios rectores del llamado “Proceso de Reorganización Nacional (PRN)”, cristalizado bajo el régimen dictatorial que comenzó el 24 de marzo de 1976. 

En su discurso expresó: 
Yo les pido que comprendan que iniciamos una nueva etapa en la Argentina. Es necesario, absolutamente necesario que todos comprendamos que este día en el que inauguramos una etapa nueva en la Argentina, inauguramos un largo período de paz y de prosperidad y de respeto por la dignidad del hombre y de los argentinos. Este día recibimos el saludo alborozado de las democracias del mundo y muy particularmente de las democracias de los países de América Latina, como la de Uruguay, como la de Paraguay. Este día debe ser reconocido por los argentinos, como el día de todos. Acá hemos ido a una elección, hemos ganado, pero no hemos derrotado a nadie, porque todos hemos recuperado nuestros derechos”....“Hoy podemos, por lo menos los que vivimos lo que fue la dictadura del 76, apreciar con mayor perspectiva y claridad de dónde salimos. Cuando caminábamos por las calles, veíamos los carros de asalto, los camiones del Ejército poblados de soldados, los Falcon sin patentes, las sirenas por la ciudad de Buenos Aires, los secuestros y las detenciones violentas a plena luz del día”, destacó en un artículo, el político e hijo del expresidente, Ricardo Alfonsín, sobre aquella época y lo que significó el incipiente gobierno de su padre. A partir de ese día, agregó, “ya no habría ni habrá más interruptores (en el gobierno) 
El 13 de diciembre se pone en marcha un proceso que se conoce como Período de Normalización Institucional de las Universidades Nacionales (1983-1986), establecido por el Decreto Presidencial n.º 154/83, frente a la necesidad  de establecer el régimen provisorio de funcionamiento que garantice  la autonomía de las mismas, allí se pone en consideración lo siguiente:“
...el gobierno constitucional ha asumido públicamente el compromiso de restablecer el pleno ejercicio de la autonomía universitaria, garantizando la libertad académica, como un modo de asegurar a la Universidad su misión creadora, como Institución abierta al pueblo afianzando el principio de igualdad de oportunidades y posibilidades.
Que dicha autonomía supone la vigencia del principio esencial que la Universidad debe gobernarse por sus claustros, posibilitando así el adecuado control interno de su desenvolvimiento y la necesaria vinculación con el país que la sustenta.
Que la vigencia de los estatutos dictados en virtud de las facultades otorgadas por la Ley N° 22.207 colisiona con los principios enunciados, lo que hace necesario corregir la situación existente, mediante la intervención de las Universidades Nacionales.
Que en virtud al respeto del principio de la autonomía debe limitarse la acción de los Interventores Normalizadores otorgándoseles las facultades estrictamente necesarias para el restablecimiento de aquélla.
Que se hace imprescindible la participación del claustro estudiantil mediante su intervención en los consejos y el reconocimiento de los centros, federaciones regionales y Federación Universitaria Argentina en la nueva etapa universitaria que se inicia.
Luego, mediante el Decreto Presidencial Nº228/83 se
…corresponde fijar los criterios básicos de dicha normalización y designar a los señores Rectores Normalizadores encargados de ese reordenamiento democrático, y que a los fines de asegurar el principio de igualdad de oportunidades y posibilidades corresponde suprimir el actual régimen restrictivo de exámenes de ingreso, cupos de admisión y arancelamiento, por tratarse de un criterio elitista y limitacionista.
Que con el objeto de alcanzar los niveles de capacitación necesarios para cursar el primer año de las respectivas Facultades se mantienen los cursos de apoyo o sostén con el propósito de suplir, por ahora, las falencias existentes en la enseñanza media.
Que dados los inconvenientes presentes —establecimientos inadecuados por su estructura o capacidad o por insuficiencia de personal—mientras no se logre subsanarlos mediante las futuras provisiones presupuestarias, se deberá establecer, como regla común, que los alumnos que en los exámenes rendidos en el curso de sostén o capacitación obtengan una calificación de siete (7) o más puntos, estarán habilitados para cursar el primer año de la respectiva Facultad.
Que en aquellas áreas en que no se presenten estos inconvenientes, y siempre dentro de los límites reales y concretos que posibiliten la admisión y que aseguren los niveles adecuados de enseñanza, la exigencia del puntaje siete (7), podrá ser reducida, respetando aquellas condiciones, hasta alcanzar la calificación del aprobado.
Que en las Facultades en que no existan dificultades para el libre y natural acceso para cursar el primer año, en razón de igualar o superar las disponibilidades al número de aspirantes, se contemplará sin necesidad de recurrir al régimen de examen final el método más adecuado de evaluación de aptitudes y de conocimientos, a través del mencionado curso de capacitación y apoyo.
Que los alumnos que quedaron excluidos de ingresar a las Universidades Nacionales por aplicación del mencionado régimen sobre cupos, en los años lectivos anteriores, serán considerados para su admisión en el año 1984 exclusivamente, reconociendo validez a los exámenes oportunamente rendidos, en las mismas condiciones de acceso, respetando el mismo criterio de calificación y puntaje que los nuevos aspirantes, con las excepciones establecidas.
Que los alumnos que cursen sus estudios secundarios en establecimientos dependientes de Universidades Nacionales con planes de estudios de seis (6) años, serán admitidos en forma directa al primer curso de la respectiva Facultad, derogándose todo otro régimen de excepción 
En el caso de la Universidad Nacional de La Plata, el 28 de diciembre de 1983 asume como  Rector Normalizador el Ing. Raúl Adolfo Pessacq.
Entre esos años se tramitaban  pedidos de reincorporaciones de personal docente y no docente que fueron separados de sus cargos por motivos que van desde cesantías, razones de servicio, prescindibilidad, hasta motivos gremiales y/o políticos; censo del personal militar y de seguridad perteneciente al Ejército y Gendarmería Nacional que desempeñan funciones o tareas dentro de la UNLP; derogación del plan 1970 e implementación de un nuevo plan y reapertura de la inscripción en la Carrera de Psicología; solicitudes para suspender la resolución n.º 147/82 que se refiere a la readmisión de alumnos. 
A comienzos de 1984 hay pedidos de reincorporaciones contemplados  en el marco de  la ley 20.068/84 que en su artículo 10 establece que “dentro de los sesenta (60) días de promulgada la presente ley, cada universidad asegurará la existencia de un régimen de reincorporación que contemple la situación del personal docente y no docente cesanteado, prescindido y obligado a renunciar por motivos políticos, gremiales o conexos, reconociendo las categorías al momento de las cesantías y computándosele la antigüedad hasta el momento de su reincorporación”. Con base en esta ley nacional el Consejo Superior de la UNLP sancionó la Ordenanza 162/84.

## Presidencia de la Universidad Nacional de La Plata
En 1986, se lleva a cabo la primera Asamblea Universitaria convocada para elegir presidente de la UNLP, luego de la normalización encabezada en esta institución por el ingeniero Raúl Pessacq. En esta Asamblea resulta electo el doctor Ángel Luis Plastino con 134 votos.
El 30 de mayo de 1986 asume como Presidente de la UNLP, elegido por la Asamblea Universitaria, luego del retorno de la democracia, hasta mayo de 1992.

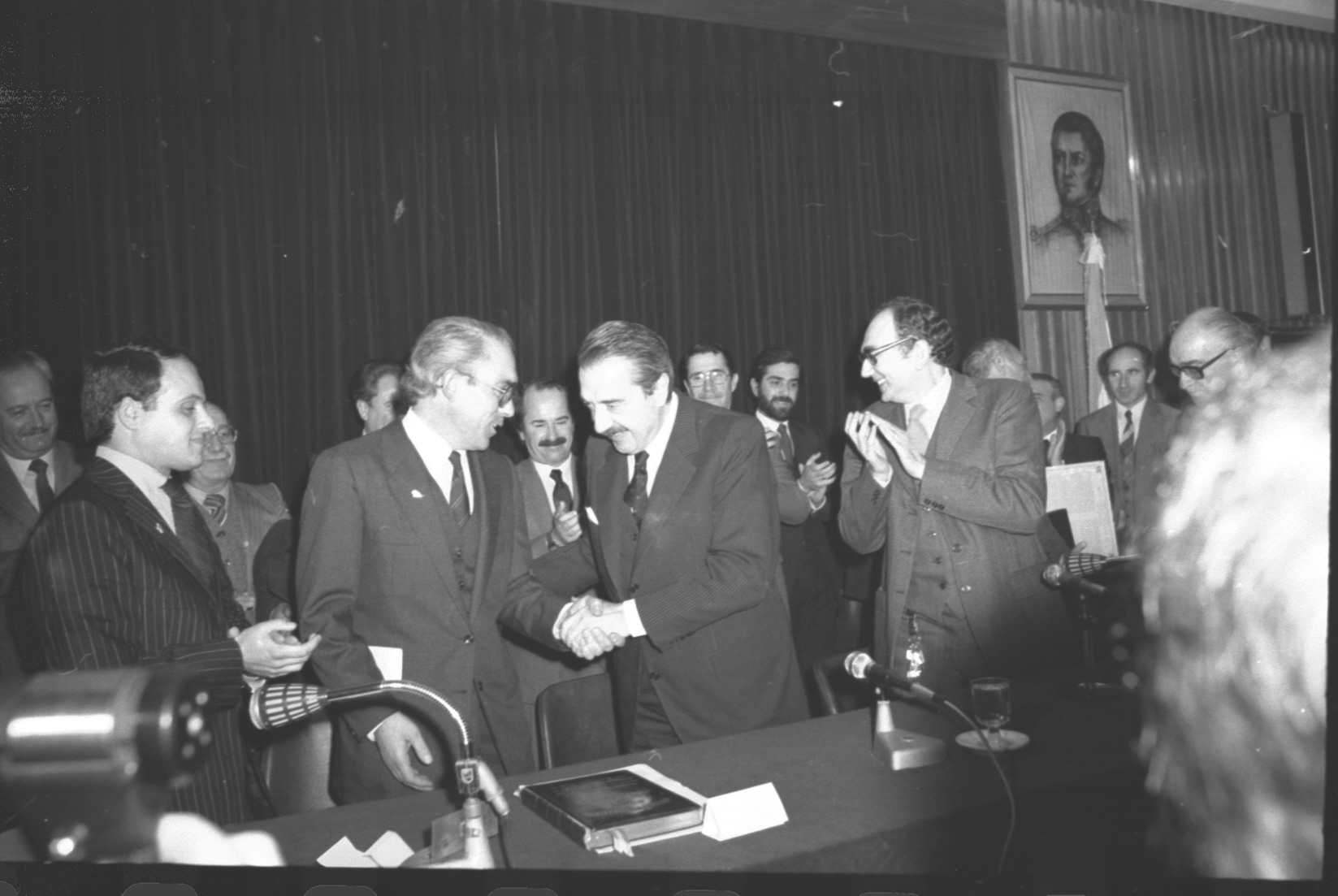
Asunción del Dr. Ángel Luis Plastino el 30 de mayo de 1986 como Rector de la UNLP. En este marco recibe al presidente de la Nación, Dr. Raúl Alfonsín donde se da comienzo a la normalización de la vida universitaria. El acto se llevó a cabo en la Facultad de Ciencias Médicas.

## Premios recibidos
- Premio Teófilo Isnardi de la Academia Nacional de Ciencias Exactas (1982).[9]
- Premio a la Trayectoria Científica del Consejo Cultural Mundial (1984).[9]
- Premio Konex de Platino (1993). [10]
- Premio Scopus Argentina (2007).[3]
- Premio Consagración al Investigador por la Fundación para la interacción de los sistemas productivo, educativo, científico-tecnológico (FUNPRECIT). [11]